# عروسیخانه
عروسیخانه فیلمی تلویزیونی به کارگردانی محسن توکلی، نویسندگی مجتبی خوشدامن و تهیه‌کنندگی رسول توکلی محصول سال ۱۳۹۰ در شبکه آفتاب است.

## خلاصه فیلم
محمود در آستانه برگزاری مراسم عروسی تنها پسرش محمد است که خبر فوت حاج صحبت هیاهویی در روستا به پا می‌کند.